# Vliegveld Kiewit
Het Vliegveld Kiewit is een vliegveld gelegen in het gehucht Kiewit van de Belgische stad Hasselt.
Het is het oudste bestaande vliegveld van België (1909) en een van de oudste ter wereld. Het kwam amper 6 jaar na de eerste vlucht van de gebroeders Wright in dienst. Het eerste vliegtuig dat er landde was van Belgische makelij. In zijn begintijd kwamen bekende vliegtuigfabrikanten zoals Henri Farman en Louis Blériot hier hun vliegtuigen testen. In oktober 1910 vond hier de eerste Belgische vliegshow plaats. In 1912 startte Léon de Brouckère hier een vliegtuigschool en een vliegtuigfabriek maar toen twee jaar later de Eerste Wereldoorlog begon, week hij uit naar Nederland. In 1914 gebruikte ook vliegtuigbouwer Jero Kiewit als testvliegveld.
Vanaf de jaren 1920 verloor het vliegveld aan belang door de opening van andere, beter gelegen vliegvelden in het land. Tijdens de Tweede Wereldoorlog werd het vliegveld nog gebruikt door de Duitsers maar daarna ging het vliegveld dicht.
In 1969 richtten een aantal piloten de vzw Aero Kiewit op en werd het vliegveld heropend. De vereniging zorgt voor het beheer van het vliegveld dat gebruikt wordt voor vluchten met kleine sportvliegtuigen en zweefvliegtuigen. Er is ook een school waar vliegopleidingen verzorgd worden.
Op 25 juni 1986 botste een sportvliegtuig dat vertrokken was van op het vliegveld met een Mirage 5 van de Belgische luchtmacht boven Visé. Bij deze vliegtuigbotsing lieten de drie inzittenden van het sportvliegtuig het leven.
Alhoewel het vliegveld volledig op het grondgebied van Hasselt ligt, zijn de gronden eigendom van de gemeente Zonhoven. Dit is nog een gevolg van de middeleeuwse grenstwisten tussen de twee gemeenten. De gemeente Zonhoven heeft de gronden in erfpacht gegeven aan de vzw Aero Kiewit. De huidige erfpachtovereenkomst loopt nog tot 2045.